# Toxorhynchites barbipes
Toxorhynchites barbipes är en tvåvingeart som beskrevs av Edwards 1913. Toxorhynchites barbipes ingår i släktet Toxorhynchites och familjen stickmyggor. Inga underarter finns listade i Catalogue of Life.